# Tenacious D
Tenacious D (název je odvozen od výrazu používaného sportovním moderátorem Marvem Albertem "Tenacious defense" [Neústupná obrana]),nebo také The D jak je nazývají fanoušci, je satirická hudební skupina ze státu Kalifornie ve Spojených státech amerických. Nejznámější singl od této skupiny, "Tribute", obsadil 37. místo ve wanderlistu, který zobrazuje nejlepší rockové skladby všech dob. Členové skupiny Jack Black a Kyle Gass jsou také herci - zahráli si například ve filmech Králové ro(c)ku (Tenacious D in The Pick of Destiny), Škola ro(c)ku nebo King Kong.

## Členové
- Kyle Gass - akustická kytara, zpěv
- Jack Black - akustická kytara, zpěv
- John Konesky - elektrická kytara (zpěv Ďábla; kostým Antikrista)
- Scott Seiver - bicí (kostým Colonela Sanderse)
- John Spiker - baskytara (kostým Charlieho Chaplina)

## Bývalí členové
- Brooks Wackerman- (2006-2015)

## Diskografie
- Tenacious D (2001)
- The Pick of Destiny (2006)
- Rize of the Fenix (2012)[2]
- Post-Apocalypto (2018)